# Siena (provins)
Siena är en provins i regionen Toscana i Italien. Siena är huvudort i provinsen. Provinsen var en del av Storhertigdömet Toscana fram till 1859 och ingick i Centralitaliens förenade provinser innan det efter en folkomröstning annekterades av Kungariket Sicilien 1860.

## Världsarv i provinsen
- San Gimignanos historiska centrum världsarv sedan 1990.
- Sienas historiska centrum världsarv sedan 1995.
- Pienzas historiska centrum världsarv sedan 1996.
- Val d'Orcia världsarv sedan 2004.

## Administrativ indelning
Provinsen Siena är indelad i 35 kommuner. Alla kommuner finns i lista över kommuner i provinsen Siena.
| Datum          | Ny kommun  | Kommuner som upphörde              |
| -------------- | ---------- | ---------------------------------- |
| 1 januari 2017 | Montalcino | Montalcino och San Giovanni d'Asso |

## Geografi
Provinsen Siena gränsar:
- i norr mot provinsen Florens
- i nordost mot provinsen Arezzo
- i öst mot provinserna Perugia och Terni
- i syd mot provinserna Viterbo och Grosseto
- i väst mot provinsen Pisa